# Günther Schneider-Siemssen
Pour les articles homonymes, voir Schneider.

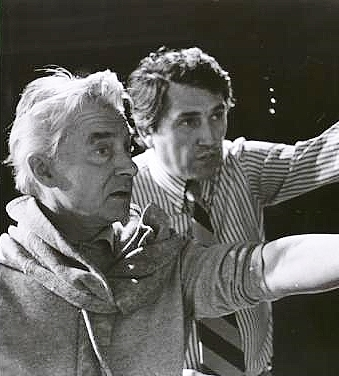
Avec Herbert von Karajan (à gauche) lors d'une répétition

Günther Schneider-Siemssen, né à Augsbourg le 7 juin 1926 et mort à Vienne le 2 juin 2015, est un scénographe autrichien qui travaillait comme designer en chef pour tous les théâtres d'État autrichiens et le Festival de Salzbourg, où il a créé 28 productions pour le chef d'orchestre Herbert von Karajan et 60 pour le metteur en scène Otto Schenk. Il a été un pionnier dans l'utilisation de l'éclairage et des projections sur scène, qui n'avaient jamais été utilisées de cette façon. Il a conçu des plans de scène pour de grandes maisons d'opéra internationales dans plusieurs pays.

## Biographie
Né Günther Schneider à Augsbourg en Allemagne, il a ensuite adopté son deuxième nom, Siemssen, de son grand-père maternel. Il a passé son enfance et sa jeunesse à Munich où il avait voulu à l'origine devenir chef d'orchestre. Lors d'un entretien d'embauche avec le chef d'orchestre Clemens Krauss, ce dernier l'a découragé d'entrer dans cette carrière et lui a plutôt recommandé de se former à la scénographie. Il a étudié la scénographie à l'Académie des beaux-arts de Munich. 
De 1951 à 1954, Schneider-Siemssen est le concepteur principal de scène du Salzburger Landestheater en Autriche, et il est également responsable du Salzburger Marionettentheater. En Allemagne il est le scénographe en chef du Théâtre de Brême à partir de 1954. À partir de 1960, l'Opéra d'État de Vienne l'embauche sous la direction d'Herbert von Karajan, où Pelléas et Mélisande est leur première production. De 1962 à 1986, il est le scénographe en chef des Austrian Federal Theatres (de), dont l'Opéra, le Volksoper et le Burgtheater avec l'Akademietheater. À partir de 1965, il occupe simultanément le poste au Festival de Salzbourg. Il travaille comme invité au Metropolitan Opera de New York, dans des opéras d'autres villes américaines et d' autres pays du monde entier, dont le Canada, l'Amérique du Sud, Israël et l'Afrique du Sud. 
Une des caractéristiques principales de ses créations, qui font sa renommée, est son utilisation de l'éclairage sur la scène. Il a lancé et développé un style symbolique en utilisant des projections peintes à la main et des effets spéciaux sophistiqués, en collaboration avec la société Pani. Pour une production des Contes d'Hoffmann d'Offenbach au Salzburger Marionettentheater en 1985, il apporte la technologie holographique pour la première fois sur scène. 
Il a conçu au total 28 productions pour le chef d'orchestre Karajan et 60 pour le metteur en scène Otto Schenk, et a également travaillé avec des réalisateurs comme August Everding, Götz Friedrich et Peter Ustinov. Il a reçu le prix Anton Seidl de la Wagner Society of New York en 2009, pour ses interprétations expressives de Wagner, en particulier pour sa production de 1986 de L'Anneau du Nibelung de Wagner au Metropolitan Opera. Celui-ci a été mis en scène par Schenk et dirigé par le chef d'orchestre James Levine, qui n'était pas sorti du répertoire de la maison jusqu'en 2009. Il a été présenté en direct en 1990.

### Vie privée
En 1973 Schneider-Siemssen est devenu citoyen autrichien, et a vécu à Vienne et Seeham près de Salzbourg. Il était marié et avait quatre enfants. 
Il est mort à Vienne d'une maladie juste avant son 89e anniversaire. Il est enterré au cimetière central de Vienne dans une tombe honorifique (groupe 40, numéro 187).

## Prix
- 1987 : Médaille d'honneur de Vienne, en or
- 1998 : Décoration autrichienne pour la science et l'art
- 2009 : Prix Anton Seidl de la Wagner Society of New York